# وارتن، نیوجرسی
وارتن (به انگلیسی: Wharton) شهری در ایالت نیوجرسی کشور ایالات متحده آمریکا است که جمعیت آن در سرشماری سال ۲۰۱۰ میلادی، ۶٬۵۲۲ نفر بوده‌است.